# Matsya
Pour l’article homonyme, voir Union de Matsya.

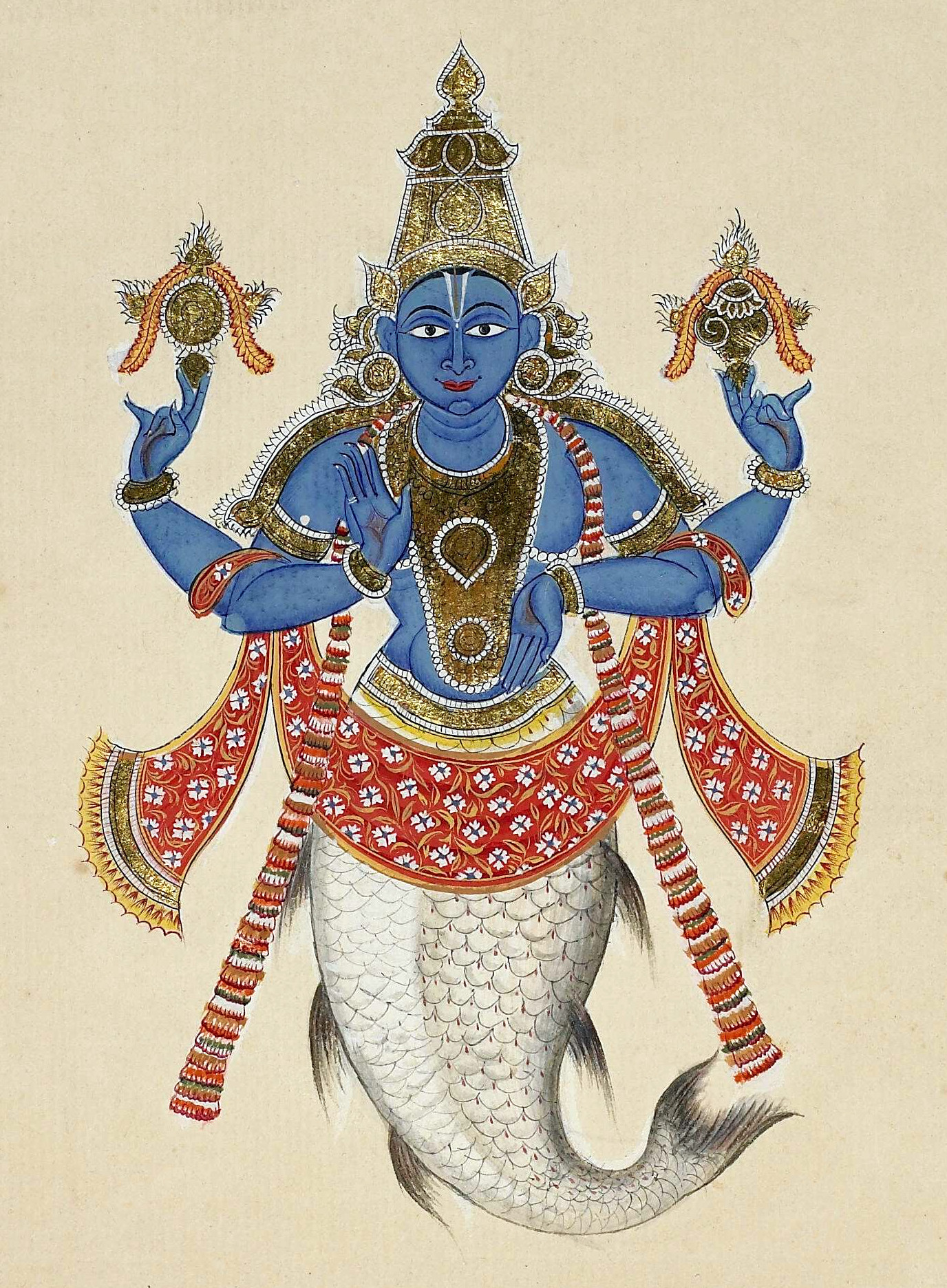
Matsya. Gouache sur papier de style Company Paintings (École de Tanjore ou de Trichinopoly), réalisée vers 1816-1820.

Dans l'hindouisme, Matsya (sanskrit : मत्स्य) est le premier avatar du dieu Vishnou (Narayana), de la Trimūrti. D'après le Shatapatha-brâhmana, sous la forme d'un petit poisson trouvé dans une rivière, Matsya dit à Manu de construire un bateau pour survivre au déluge. Arrivé sur le rivage, Manu le fit et Matsya, devenu un grand poisson, le conduisit vers des terres émergées dans l'Himalaya, à Manali dans la vallée de Kulu, Himachal Pradesh, en Inde. Ainsi, il sauva Manu, sa famille et un grand nombre d'animaux. L'humanité survécut ainsi.
Peu après le Déluge, Matsya aurait affronté, selon les différents récits, le démon-cheval Hayagriva, ou le démon marin Shankha (terme qui désigne aussi l'un de ses attributs, une conque qu'il tient à la main, emblème de son savoir).
Dans d'autres textes, comme le Mahâbhârata, Manu aurait été sauvé avec les rishi et la semence de tout ce qui vit sur terre, rapprochant ainsi l'histoire de Manu de celle de Noé.
Matsya est aussi le nom d'un ancien royaume du Rajasthan oriental de capitale Virâtapura - l'actuelle Bairât à 75 km de Jaipur - qui joue un rôle assez important dans le Mahâbhârata, car les Pândava y séjournèrent une partie de leur exil. Ce nom est aussi donné à l'Union de Matsya, État créé en 1948 et qui fusionne en 1949 avec le Rajasthan.